# Pandemia de COVID-19 en Arkansas
El primer caso de la pandemia de COVID-19 en Arkansas, estado de los Estados Unidos, inició el 11 de marzo de 2020. Hay casos 22.622 confirmados, 16.164 recuperados y 281 fallecidos.

## Cronología

### Marzo
El 11 de marzo, el gobernador Asa Hutchinson confirmó el primer caso presuntivo de coronavirus positivo del estado en Pine Bluff.
El 12 de marzo, se informaron cinco casos presuntos más, cuatro de los cuales tuvieron contacto con el caso original de Pine Bluff, lo que llevó al gobernador a ordenar el cierre de escuelas en los condados de Grant, Jefferson, Pulaski y Saline. El caso original de Pine Bluff probablemente se infectó en Nueva Orleans durante el Mardi Gras.
El 13 de marzo, el gobernador Hutchinson anunció tres casos presuntivos más en el estado, incluida la primera instancia de propagación comunitaria. Recomendó no celebrar reuniones de más de 200 personas en los condados con casos afectados.
El 15 de marzo, el gobernador Hutchinson informó durante una conferencia de prensa que todas las escuelas públicas cerrarían a partir del martes 17 de marzo, con la opción de cerrar el lunes 16 de marzo, si estaban preparadas. Las escuelas permanecerían cerradas durante las vacaciones de primavera la semana siguiente. Temprano en el día, el sitio web del Departamento de Salud de Arkansas se actualizó para mostrar que había 16 casos confirmados en el estado.
El 16 de marzo, el gobernador Hutchinson recomendó que el número de personas en los eventos se limitara a 50, según las pautas de los CDC. También desaconsejó los viajes innecesarios fuera del estado. Se confirmó que un pastor y su esposa en una iglesia rural tenían COVID-19 después de los servicios religiosos del 6 al 11 de marzo. De los 92 asistentes a los servicios religiosos, se confirmó que 35 estaban infectados y tres murieron. El Departamento de Salud de Arkansas trabajó con la iglesia y utilizó el rastreo de contactos para identificar a otras 26 personas confirmadas que tenían el virus, una de las cuales murió.
El 17 de marzo, Hutchinson ordenó el cierre de todos los casinos durante dos semanas y dijo que durante los próximos 30 días, el período de espera de una semana y el requisito de informe de trabajo para recibir beneficios de desempleo no se aplicarán.
El 18 de marzo, el gobernador Hutchinson dijo que el estado estaba trabajando para asignar $ 12 millones en fondos federales de subvención en bloque de desarrollo comunitario, con el objetivo de apuntar a hospitales y otros negocios esenciales para la respuesta del coronavirus. Además, dijo que asignaría $ 4 millones del Fondo de Cierre de Acción Rápida del estado, que proporcionaría préstamos de hasta $ 250,000 para ayudar a las empresas a hacer nóminas y permanecer abiertas. El estado también solicitó una declaración de desastre de la Administración de Pequeñas Empresas que ayudaría a proporcionar préstamos de hasta $ 2 millones para proporcionar capital a las empresas. El estado también está relajando los requisitos de trabajo de SNAP hasta mayo.
El 19 de marzo, el gobierno estatal declaró que las escuelas públicas permanecerían cerradas hasta el 17 de abril; a los restaurantes y bares no se les permitiría proporcionar servicios de cena, pero aún podrían proporcionar comida para llevar, recoger en la acera o entregar a partir del 20 de marzo; los empleados del gobierno estatal comenzarían a trabajar desde casa; los proveedores de atención médica comenzarían a evaluar a todos los visitantes y al personal en busca de fiebre y síntomas; y lugares cerrados como gimnasios estarían cerrados a los visitantes.
El 20 de marzo, se informaron trece nuevos casos que estaban conectados a un hogar de ancianos en Little Rock, donde cuatro miembros del personal y nueve residentes dieron positivo. El secretario de Educación, Johnny Key, dijo que el estado solicitaría una exención del gobierno federal a los requisitos de pruebas estandarizadas. La fiscal general Leslie Rutledge dijo que se agregarían $ 3 millones adicionales al programa de préstamos para pequeñas empresas que el gobernador anunció el 18 de marzo. El coronel John Schuette, comandante de instalación de la Base de la Fuerza Aérea Little Rock, anunció que un aviador de la Fuerza Aérea de los Estados Unidos En servicio activo asignado a la base dio positivo. Se declaró una emergencia de salud pública de 30 días para la base.
El 21 de marzo, el estado proyectó que la propagación del virus alcanzaría su punto máximo en 6 a 8 semanas, momento en el cual habría un estimado de 1,000 residentes de Arkansas hospitalizados con la enfermedad.
El 22 de marzo, Arkansas informó que el estado recibió el 25 por ciento del PPE solicitado de las reservas nacionales del gobierno federal. De 8,000 a 10,000 residentes de Arkansas habían solicitado el desempleo la semana anterior. Debido a un número tan alto de reclamos, Hutchinson dijo que pediría a la Asamblea General de Arkansas que apruebe $ 1.1 millones del fondo para días lluviosos para las actualizaciones del sistema de desempleo. El secretario de Comercio Mike Preston dijo que la Comisión de Desarrollo Económico de Arkansas había recibido alrededor de 300 llamadas y correos electrónicos preguntando sobre los préstamos comerciales que el gobernador había descrito a principios de semana.
La fecha límite para la presentación del impuesto sobre la renta individual se trasladó al 15 de julio y Hutchinson planeó convocar una sesión legislativa especial para abordar los déficit presupuestarios esperados debido a la pandemia. Los impuestos corporativos aún se vencerían el 15 de abril. Hutchinson esperaba un déficit estimado de $ 353 millones para el presupuesto estatal. Peluquerías, salones de belleza y manicura, salones de masajes y tiendas de tatuajes cierran a partir del martes 24 de marzo. En el condado de Cleburne, un diácono de una iglesia local dijo que 34 personas que asistieron a un evento en la iglesia habían dado positivo y otras esperaban resultados.
La primera muerte en el estado se informó el 24 de marzo, un hombre de 91 años del condado de Faulkner. En su conferencia de prensa diaria, el gobernador Hutchinson informó que también había ocurrido una segunda muerte, un hombre de 59 años de Sherwood. Hutchinson reafirmó que no quería emitir una orden de refugio en el lugar como lo habían hecho otros estados a pesar de decir que el estado aún estaba en las etapas iniciales de su brote. Tanto Hutchinson como el Dr. Nate Smith comentaron que el 12 de abril sería demasiado temprano para que el estado regrese a sus operaciones normales, que es la fecha a la que el presidente Donald Trump había apuntado durante una entrevista más temprano ese día.
El 25 de marzo, el ADH emitió una recomendación de que todos los viajeros de Nueva York y todos los viajeros internacionales se auto-pongan en cuarentena durante 14 días. El 26 de marzo, el estado informó su tercera muerte por el virus, un hombre de 73 años del condado de Cleburne. El gobernador Hutchinson anunció un plan de $ 116 millones para brindar apoyo a los trabajadores de la salud en el estado, con $ 91 millones provenientes del gobierno federal. Este plan proporcionaría a las enfermeras $ 1,000 adicionales por mes, y ese número aumentará a $ 2,000 por mes para las enfermeras que tratan a un paciente con COVID-19.
El 28 de marzo, el estado confirmó dos muertes más, elevando el total a cinco. Ambos casos ocurrieron en el centro de Arkansas, con una persona de 70 años y la otra de 40. El número de solicitudes de desempleo de la semana anterior fue un récord de 30,000, un aumento de los 9,400 de la semana anterior.
El 30 de marzo, el estado informó su séptima muerte, una mujer de 83 años infectada en un hogar de ancianos en Little Rock. Los líderes legislativos estatales aprobaron la solicitud del gobernador Hutchinson de usar $ 45 millones del recién creado fondo COVID-19 para días lluviosos. Estos fondos se utilizarían principalmente para la compra de PPE.

### Abril
La secretaria del Departamento de Parques y Turismo de Arkansas, Stacy Hurst, en un esfuerzo por limitar los turistas fuera del estado, anunció que los parques estatales ya no permitirían pasar la noche y limitarían la cantidad de espacios de estacionamiento disponibles. Ciertos senderos en Petit Jean State Park y Pinnacle Mountain State Park se consideraron problemáticos y cerrados. Hutchinson hizo una recomendación al Secretario del Interior de los Estados Unidos, David Bernhardt, para que se cerrara el Buffalo National River. El representante estatal Reginald Murdock de Marianna anunció que había dado positivo.
El 2 de abril, el gobernador Hutchinson defendió su decisión de no ordenar un refugio en el lugar, argumentando que los pasos que el estado había tomado eran suficientes y que una orden oficial para cerrar negocios no esenciales dejaría sin trabajo a al menos 100,000 más residentes de Arkansas. Wendy Kelly, directora del Departamento de Corrección de Arkansas, anunció que los prisioneros del estado fabricarían máscaras de tela para el sistema penitenciario, con la expectativa de producir 80,000 máscaras. Un segundo miembro de la legislatura estatal, la representante Vivian Flowers de Pine Bluff, dio positivo.
El 4 de abril, el gobernador Hutchinson firmó una orden ejecutiva que limita los tipos de huéspedes que pueden alojarse en hoteles, moteles y alquileres de vacaciones a: profesionales de la salud; primeros respondedores; cumplimiento de la ley; empleados estatales o federales en asuntos oficiales; Miembros de la Guardia Nacional en servicio activo; miembros de la tripulación de la aerolínea; pacientes de hospitales y sus familias; periodistas; personas que no pueden regresar a su hogar debido a las restricciones de viaje de COVID-19; ciudadanos de Arkansas que no pueden regresar a su hogar debido a circunstancias exigentes, como incendios, inundaciones, tornados u otros desastres; personas que necesitan refugio debido a la violencia doméstica o la falta de vivienda; empleados de hoteles, moteles u otros proveedores / contratistas de servicios de un hotel o motel; y personas fuera de su hogar debido al trabajo o viajes relacionados con el trabajo. Agregó que el estado había visto una reducción del 40 por ciento en los viajes desde el comienzo de la emergencia. La Guardia Nacional de los Estados Unidos en Arkansas trabaja en la entrega del Equipo de Protección Personal a las instalaciones de salud designadas.
El 6 de abril, el gobernador Hutchinson anunció que las escuelas permanecerían cerradas por el resto del año escolar. También anunció que el estado enviaría cinco ventiladores a Luisiana para ayudar con la propagación de la enfermedad, diciendo que Arkansas tiene alrededor de 800 ventiladores, de los cuales aproximadamente 550 no se utilizan.
El 28 de abril, el Secretario Hurst anunció que a partir del 1 de mayo, a los residentes de Arkansas con campistas independientes se les permitiría regresar a los parques estatales, y que las cabañas y cabañas durante la noche reabrirían para estancias de fin de semana para residentes en el estado a partir del 15 de mayo, junto con restaurantes y servicio de comida dentro de parques, museos, exhibiciones y centros de visitantes.
El 29 de abril, el gobernador Hutchinson dijo que los restaurantes pueden optar por reabrir el 11 de mayo a un tercio de su capacidad junto con otras restricciones. No se permitiría la reapertura de bares, bares dentro de restaurantes y entretenimiento en restaurantes. Anunció un programa de subsidios de $ 15 millones para ayudar a las empresas a pagar los gastos relacionados con la reapertura con los fondos provenientes del dinero que el estado recibió de la Ley Federal de Ayuda, Alivio y Seguridad Económica de Coronavirus. El 30 de abril, anunció además que los gimnasios y los clubes deportivos podrían reabrir el 4 de mayo con medidas de saneamiento y distanciamiento social. Las duchas, piscinas, spas y saunas seguirían estando prohibidas.

### Mayo
El 23 de mayo, el gobernador Hutchinson advirtió a los residentes de Arkansas que mantuvieran el distanciamiento social el fin de semana del Día de los Caídos cuando ocurrió un grupo de casos de coronavirus después de una fiesta de natación en la escuela secundaria ese mes.